# ECO (プロレスラー)
ECO（えこ）は、日本の女子プロレスラー。フランス領ニューカレドニア出身。JWP女子プロレス所属。
マスクウーマンで本名、生年月日は非公開。肩書きは「エコロジーソルジャー」。

## 経歴・戦歴
2004年
- 4月29日、東京キネマ倶楽部において、対AKINO、宮崎有妃組戦でデビュー。デビュー戦のパートナーは春山香代子。

2007年
- 4月15日、後楽園ホール大会で、ECO対コマンド・ボリショイ対闘獣牙Leonのマスカラ・コントラ・マスカラ・3WAYマッチが行われ、ECOが敗戦。ECOがマスクを脱ぎ、正体が青野敬子であることが明かされた。

## 得意技
- エコロジー・ジャーマン
- エルロロ
- エコ固め
- リバエコ
- ファルコンアロー
- リサイクル膝十字
- シャイニング・ウィザード